# Харлампіївський собор (Маріуполь)
Харлампіївський собор — історично головний православний храм у місті Маріуполь. Висвячений на честь святого Харлампія, єпископа Магнезійського, що був покровителем мирян, врожаю і приплоду худоби.

## Історія
Первісна Харлампіївська соборна церква була мала і тісна навіть для нечисленного населення Маріуполя XVIII століття. Виникла ідея про створення нового головного храму міста. За основу взято типовий проект собору в стилі пізнього класицизму. Храм поєднував центричну частину, увінчану єдиною банею з трапезною. Будівництво тривало дванадцять (12) років. На тлі пересічної і одноповерхової забудови міста собор виділявся висотністю і чистотою стиля. Він урочисто позначав тодішній центр міста, де гомонів головний ринок і розташувався первісний економічний центр Маріуполя.

## Добудови
Храм зберігав чистоту стиля до початку XX століття і уник потворних добудов. Була збільшена на два яруси лише дзвіниця, поєднана зі собором. Собор вміщав близько 5000 вірян.

## У 20 столітті за часів СРСР
Собор знищено на початку 1930-х рр. У повоєнний період земельна ділянка забудована висотною радянською спорудою ДОСААФ у спрощених формах.

## Галерея

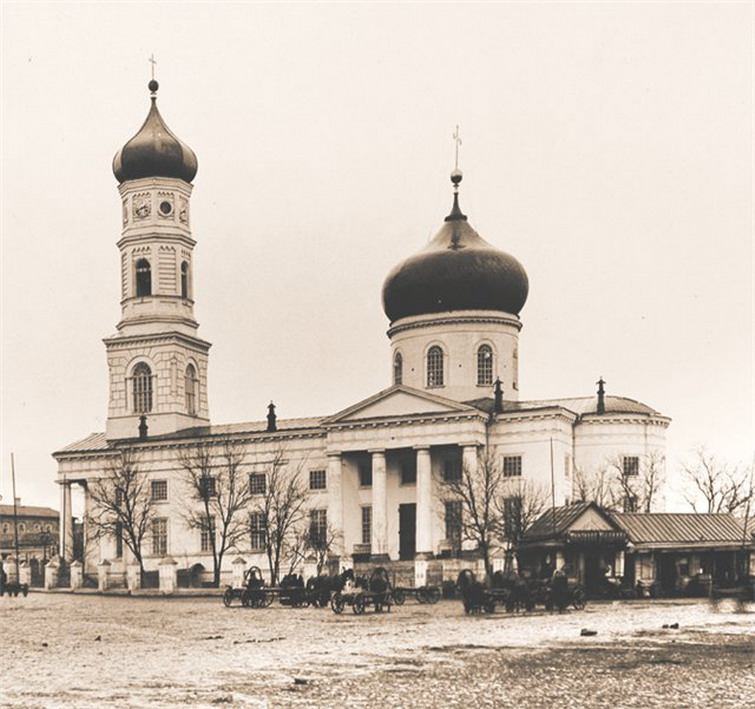
Собор св. Харлампія, бічний фасад. Фото 1900 року.
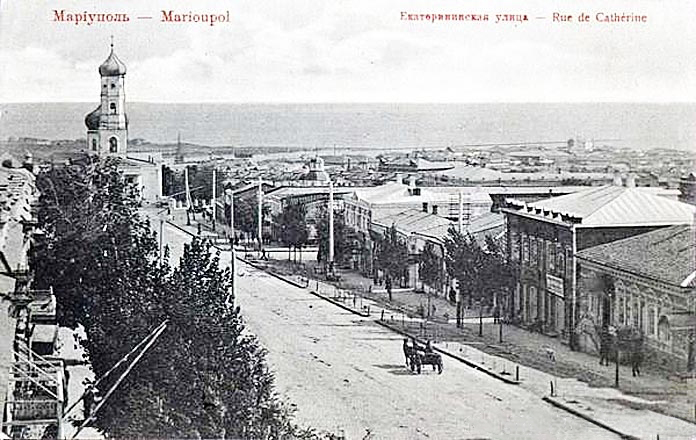
Харлампіївський собор у перспективі центральної вулиці міста
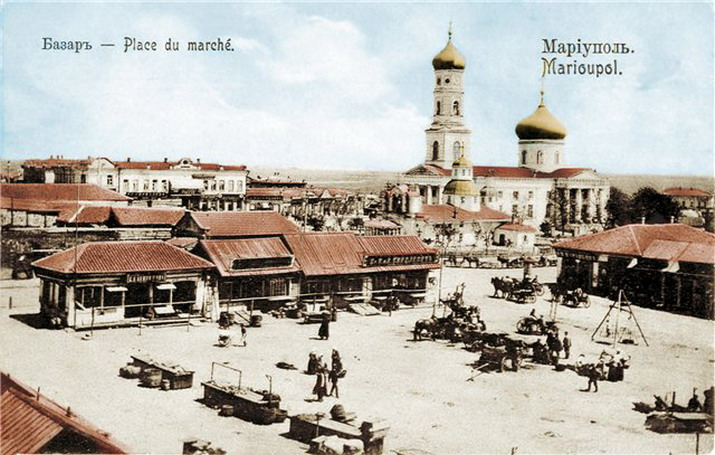
Ринкова площа біля собору Св. Харлампія. Стара поштівка, бл. 1916 р.